# Bärbel Olejnik
Bärbel Olejnik (* 31. Mai 1968) ist eine ehemalige deutsche Fußballspielerin.

## Karriere
Olejnik gehörte dem FC Bayern München als Mittelfeldspielerin an. Während ihrer Vereinszugehörigkeit (1989 – 1991) kam sie zunächst in der Bayernliga zum Einsatz und ging mit ihrer Mannschaft daraus als Meister hervor. Mit dem errungenen Titel war die Voraussetzung für die Aufnahme in die vom DFB beschlossene Bundesliga erfüllt. In der Gruppe Süd der als zweigleisige Bundesliga gestarteten Premierensaison 1990/91 wurde sie in vier Punktspielen berücksichtigt. Ihr Debüt in der höchsten Spielklasse erfolgte am 9. September 1990 (2. Spieltag) beim 2:0-Sieg im Auswärtsspiel gegen den TuS Binzen (Südbadischer Fußballverband). Am 3., 7. und 8. Spieltag wurde sie erneut eingesetzt. Zudem kam sie im Wettbewerb um den DFB-Pokal zum Einsatz, so am 19. Mai 1990 im Olympiastadion Berlin vor 15.000 Zuschauern bei der 0:1-Niederlage gegen den FSV Frankfurt im Vorspiel zum Männerfinale.
Im weiteren Verlauf trat sie in der Saison 1994/95 erneut in der Bundesliga Süd in Erscheinung – für den Spielklassen-Neuling FC Wacker München. Für diesen bestritt sie 16 von 18 Punktspielen. Mit nur einem Sieg (am 11. September 1994 (4. Spieltag) beim 9:2-Sieg im Auswärtsspiel gegen den Mitaufsteiger FSV Schwarzbach) kehrte ihre Mannschaft umgehend in die Verbandsliga Bayern Süd zurück.

## Erfolge
FC Wacker München
- Meister Verbandsliga Bayern Süd 1994 und Aufstieg in die Bundesliga

FC Bayern München
- DFB-Pokal-Finalist 1990
- Bayerischer Meister 1990 und Aufnahme in die Bundesliga